# Philip Stuart Milner-Barry
Sir Philip Stuart Milner-Barry (* 20. September 1906 in London; † 25. März 1995 London) war ein starker britischer Schachspieler. In den 1920er und 1930er Jahren gehörte er zu den stärksten Schachmeistern in Großbritannien. Während des Zweiten Weltkrieges trug er wesentlich zur Entzifferung der deutschen Rotor-Chiffriermaschine Enigma bei.

## Leben
Stuart wurde als zweites von sechs Kindern von Edward Leopold Milner-Barry († 1917) und dessen Ehefrau Edith Mary am 20. September 1906 im Londoner Stadtteil Hendon geboren. Er besuchte als Schüler das Cheltenham College und erlangte ein Stipendium zum Trinity College in Cambridge. Dort freundete er sich mit einem anderen talentierten Schachspieler, dem späteren zweifachen britischen Schachmeister, Conel Hugh O’Donel Alexander an, mit dem er später auch im Bletchley Park zusammenarbeitete. Milner-Barry war verheiratet mit Thelma Tennant Wells. Er hatte einen Sohn und zwei Töchter.

## Schach
Im Jahr 1923 gewann Milner-Barry die britische Jugendmeisterschaft. Er spielte für England bei den Schacholympiaden 1937 in Stockholm, 1939 in Buenos Aires, 1952 in Helsinki und 1956 in Moskau. Im Turnier von Hastings im Jahre 1953 belegte er den zweiten Platz. Von 1938 bis 1945 arbeitete er als Schachkorrespondent bei der Zeitung „The Times“. Von 1970 bis 1973 war er Präsident der Britischen Schachföderation.
Seine beste historische Elo-Zahl erreichte er im Jahr 1941 mit 2552. Er lag damit auf Platz 68 der Welt. Nach ihm benannt ist auch das „Milner-Barry-Gambit“, eine Schacheröffnung, die durch die Eröffnungszüge 1. e4 e6 2. d4 d5 3. e5 c5 4. c3 Sc6 5. Sf3 Db6 6. Ld3 gekennzeichnet ist.
Nigel Short bemerkte, dass bei Milner-Barry eine bemerkenswerte Diskrepanz zwischen seinem Spielstil beim Schach und seinem Charakter bestanden habe. In seinen Partien sei er äußerst angriffslustig, privat ein sehr ruhiger und höflicher Mensch gewesen.

## Bletchley Park

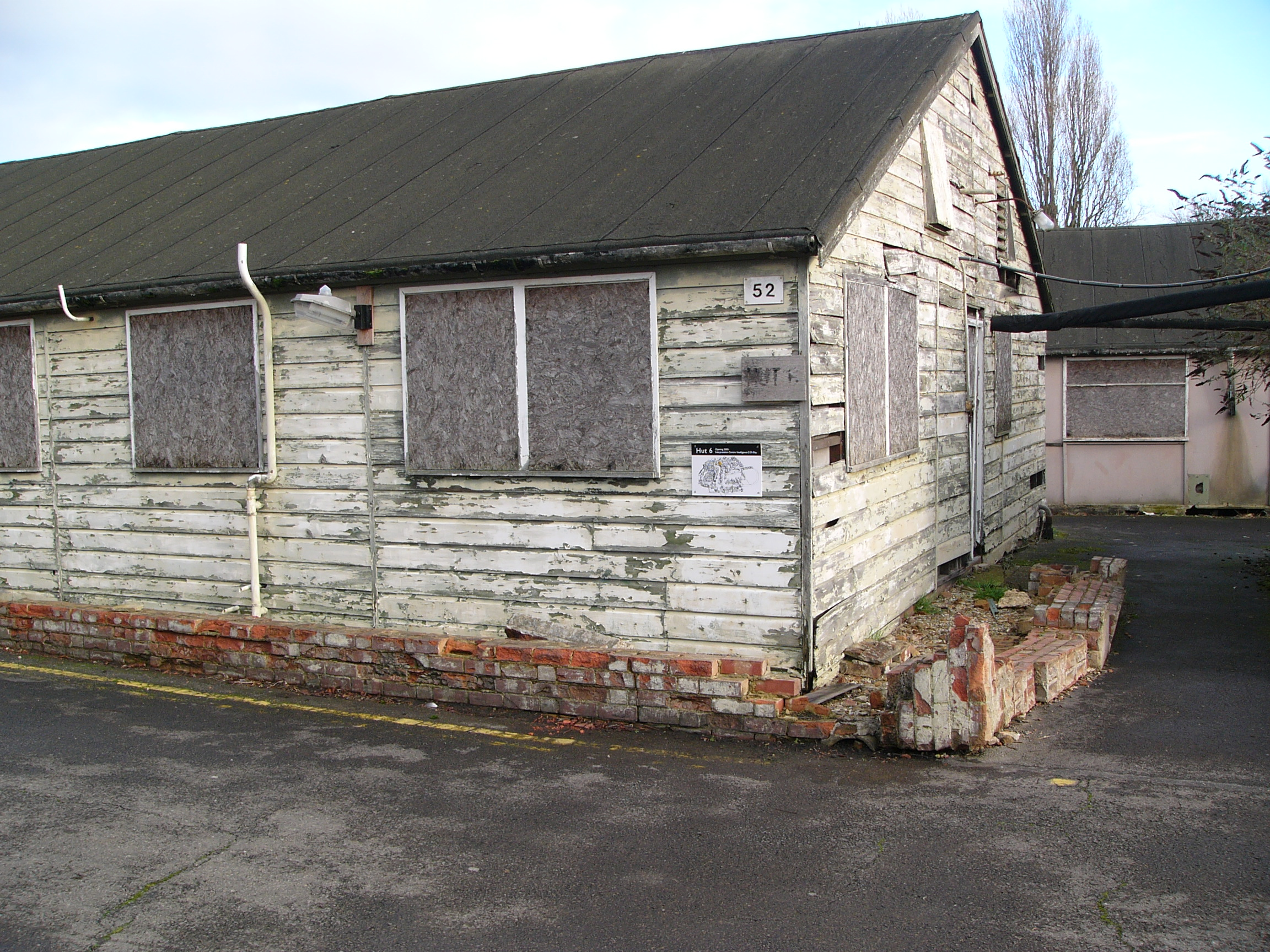
Die legendäre Hut 6 (Foto aus dem Jahr 2004) in Bletchley Park, in der Milner-Barry ab Frühjahr 1940 bis zum Ende des Zweiten Weltkriegs an der Entzifferung der Enigma arbeitete. In Nachfolge von Gordon Welchman übernahm er im Herbst 1943 die Verantwortung über Hut 6.

Stuart Milner-Barry befand sich im Jahre 1939 zusammen mit seinen Mannschaftskameraden Hugh Alexander, der zu dieser Zeit der amtierende britische Schachmeister war, und Harry Golombek in Argentinien bei der in Buenos Aires stattfindenden Schacholympiade. Während des laufenden Turniers wurden die Teilnehmer vom Ausbruch des Zweiten Weltkriegs überrascht, nachdem Großbritannien als Reaktion auf den deutschen Überfall auf Polen dem Deutschen Reich am 3. September 1939 den Krieg erklärte. Milner-Barry und seine Team-Kollegen brachen daraufhin das Turnier ab und kehrten sofort nach England zurück.
Unmittelbar nach ihrer Rückkehr traten sie der sogenannten Government Code and Cypher School (GC&CS) (deutsch etwa: „Staatliche Code- und Chiffrenschule“) bei, die sich etwa 70 km nordwestlich von London in Bletchley Park befand. Dabei handelte es sich um eine Tarnbezeichnung für die militärische Dienststelle, die sich im Zweiten Weltkrieg erfolgreich um die Entzifferung des Nachrichtenverkehrs befasste, den die deutschen Militärs mit ihrer Schlüsselmaschine Enigma verschlüsselten.
Milner-Barry wurde durch den britischen Mathematiker Gordon Welchman angeworben, einem ehemaligen Kommilitonen aus seiner Zeit am Trinity College. Etwas später rekrutierte Milner-Barry dann seinerseits seinen Schachkollegen und Freund Hugh Alexander. Im Frühjahr 1940 nahm Milner-Barry seine Arbeit in der Hut Six (deutsch: „Baracke 6“) auf, wo sich die britischen Codeknacker unter der Leitung von Welchman speziell mit der Entzifferung von Funksprüchen des deutschen Heeres und der Luftwaffe befassten, die mit der Schlüsselmaschine Enigma verschlüsselt waren.
Im Jahr 1993 schrieb Milner-Barry hierzu, dass „to this day I could not claim that I fully understood how the machine worked, let alone what was involved in the problems of breaking and reading the Enigma cipher“ (deutsch: „bis zu diesem Tag konnte ich nicht behaupten, vollständig verstanden zu haben, wie die Maschine arbeitete, geschweige denn, welche Probleme mit dem Einbruch in das Enigma-Schlüsselverfahren und seiner Entzifferung verknüpft waren“).
Mit seiner profunden Kenntnis der deutschen Sprache gelang es ihm, herauszufinden, dass die deutschen Funksprüche häufig stereotyp verfasst waren und nicht selten Phrasen enthielten, die die britischen Codeknacker erraten konnten und zur Entzifferung nutzten. Hierzu verwendeten sie ein seit Jahrhunderten bekanntes und bewährtes Entzifferungsverfahren, nämlich die „Methode des Wahrscheinlichen Worts“ (siehe auch: Mustersuche). Hierbei errät, vermutet oder weiß der Angreifer, dass im Text eine bestimmte Phrase (engl. crib, franz. mot probable) auftritt, beispielsweise „OBERKOMMANDODERWEHRMACHT“. Dieser „Crib“ (wahrscheinliches Wort) wird verwendet, um eine elektromechanische Entzifferungsmaschine, genannt die „Turing-Bombe“, die vom englischen Codeknacker Alan Turing ersonnen wurde, geeignet einzustellen und mit ihrer Hilfe die unbekannte Walzenlage und Grundstellung zu finden, die die deutschen Verschlüssler zur Verschlüsselung gewählt hatten. Das Ersinnen geeigneter Cribs war eine entscheidend wichtige Voraussetzung für die Funktion der Bombe und dafür war Milner-Barry ab Herbst 1940 als Chef des sogenannten „Crib Room“ in der Hut 6 verantwortlich.
Milner-Barry war zusammen mit Alexander in der Nähe ihrer Arbeitsstätte untergebracht, der in der Nachbarabteilung Hut 8 mit ähnlichen Aufgaben, allerdings im Zusammenhang mit der deutschen Marine-Enigma befasst war. Ihre langjährige Bekanntschaft trug zu einer sehr kooperativen Zusammenarbeit beider Abteilungen bei und half auch, Konflikte bei der Zuteilung der sehr begrenzten „Rechenzeit“ der Turing-Bomben zu vermeiden. Im Oktober 1941 avancierte Milner-Barry zum Stellvertretenden Chef (engl.: deputy) der Hut 6, die weiterhin durch Gordon Welchman geleitet wurde.
Zu dieser Zeit litt ganz Bletchley Park unter erheblichem Personalmangel, wodurch die Enigma-Entzifferungen verzögert wurden. Die GC&CS-Leitung schien dieses Problem nicht lösen zu können. Daraufhin entschieden sich die Chefs von Hut 6, Gordon Welchman, und Hut 8, Alan Turing, zusammen mit ihren Stellvertretern, Milner-Barry und Alexander, gemeinsam, den Dienstweg zu umgehen und sich direkt an den britischen Premierminister Winston Churchill zu wenden. In einem Schreiben, das Milner-Barry am 21. Oktober 1941 in der Downing Street Nr. 10 persönlich abgab, schilderten sie die Probleme, unter denen Bletchley Park litt. Churchill, dem die Wichtigkeit der Entzifferungen voll bewusst war, reagierte mit seiner inzwischen legendären Anweisung: „Action this day: Make sure they have all they want on extreme priority and report to me that this has been done“ (deutsch: „Handeln Sie noch heute! Stellen Sie sicher, dass sie alles, was sie wünschen, mit äußerster Priorität erhalten, und machen Sie mir Meldung, sobald dies erledigt ist.“)
Im Herbst 1943 wurde Milner-Barry in Nachfolge von Welchman Chef der gesamten Hut 6, während Welchman seinerseits zum Technischen Vize-Direktor („Assistant Director of Mechanisation“) von Bletchley Park befördert wurde. Zu dieser Zeit war das Personal der Hut 6 auf bereits mehr als 450 Mitarbeiter angewachsen. Milner-Barry behielt seine Führungsposition bis zum Ende des Krieges, wobei unter seiner Leitung noch eine Reihe von kryptographischen Komplikationen gelöst wurden, die die deutschen Stellen zur Stärkung der Sicherheit der Enigma nach und nach einführten. Dazu gehörten die steckbare Umkehrwalze D sowie die Enigma-Uhr.
Das Oxford Dictionary of National Biography vermerkt hierzu: „although he increasingly felt that Hut 6 was on the verge of losing the ability to decode Enigma, it held on until the end of the war, and this was due in no small part to his gifted leadership.“ (deutsch: „obwohl er immer stärker spürte, dass die Hut 6 Gefahr lief, die Entzifferungsfähigkeit der Enigma zu verlieren, konnte sie auch weiterhin gewahrt werden, und zwar bis zum Ende des Krieges, und das war zu einem nicht geringen Anteil seinen begnadeten Führungsqualitäten zu verdanken.“)
In Anerkennung seiner Verdienste wurde er 1946 zum Officer des Order of the British Empire (OBE) und 1962 zum Companion des Order of the Bath (CB) ernannt. Schließlich wurde er 1975 als Knight Commander des Royal Victorian Order (KCVO) geadelt.